# 海水魚

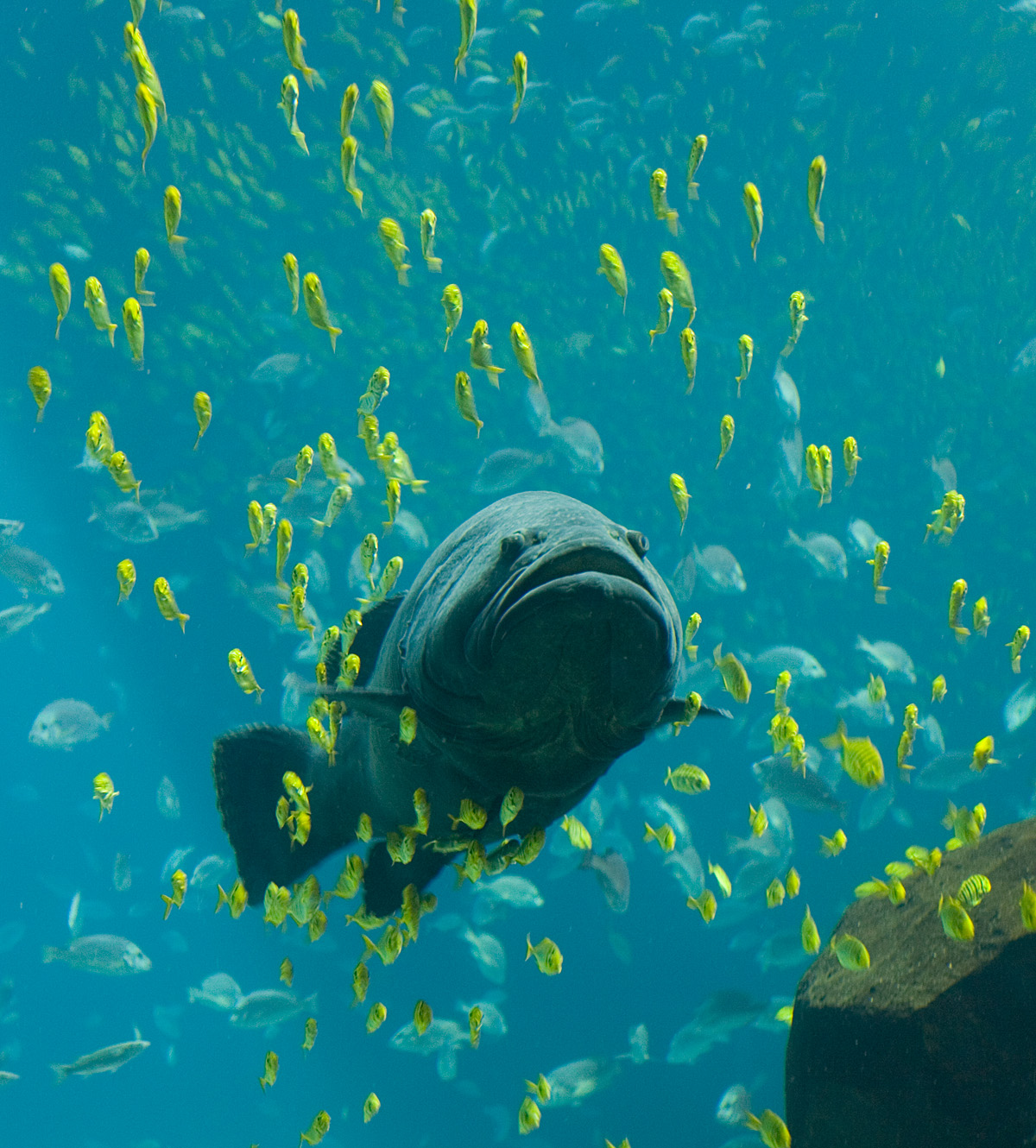
タマカイ Epinephelus lanceolatus とコガネシマアジງງ Gnathanodon speciosus の群れ

海水魚（かいすいぎょ、英: Saltwater fish）は、海水中で生活する魚類の総称。海産魚とも呼ばれる。海水魚は2006年の時点でおよそ1万5800種が知られ、現生の魚類2万8000種のうち約56%を占めている。

## 概要
海水魚とは海で生活する魚類の総称で、現生魚類のおよそ56%、約1万5800種が含まれる。最初期の魚類（無顎類の仲間）は海で進化を遂げ、その後の進化の歴史において海水から淡水へ、淡水から海水への進出と適応が何度も繰り返されてきた。現代では海水魚は寒帯から熱帯、沿岸から外洋、表層から深海に至るまで、ほとんどのすべての海域に分布を広げるとともに、漁業資源として世界中で利用される重要な存在となっている。
海水は体内よりも浸透圧が高いため、海水魚は水分が体外に流出する脱水の危機に常にさらされている。最も原始的な脊椎動物であるヌタウナギ類は、体液の一価イオンを海水と同レベルに順応させ、サメ・エイに代表される軟骨魚類は尿素などの窒素代謝物を体内に蓄積し、浸透圧を上昇させることで海水への適応を果たした。そして遅れて出現した条鰭綱のグループは、多量の海水を飲むことで、失われる水分を補い、過剰な塩分は塩類細胞と呼ばれる特殊なイオン輸送細胞を通じて排出する機構を発達させ、現代の海洋で最も繁栄する魚類となっている。

## 分布
| 有機物供給の多い沿岸域には、サンゴ礁や藻場を中心に豊かな魚類相が形成され、多種多様な海水魚が育まれる |  | 環境の変化に乏しく貧栄養の外洋における海水魚は限られ、単一種による大集団が構成されることも多い |
| 有機物供給の多い沿岸域には、サンゴ礁や藻場を中心に豊かな魚類相が形成され、多種多様な海水魚が育まれる |  | 環境の変化に乏しく貧栄養の外洋における海水魚は限られ、単一種による大集団が構成されることも多い |

海水魚は陸に近い沿岸・河口域から遠く離れた外洋、生物量の豊富な藻場・サンゴ礁から岩礁・砂泥地帯にかけて、赤道直下の熱帯域から氷点下の南極海、さらには太陽光に恵まれた表層から暗黒の深海に至るまで、あらゆる海水環境にその分布を広げている。成長段階に応じて、または環境や餌生物の季節変動に伴って、それらの間を行き来するものも数多い。
海水魚はその分布範囲に基づいて、外洋表層性（Epipelagic）、深海漂泳性（Deep pelagic）、深海底生性（Deep benthic）、および沿岸性（Littoral）、の4種類に大きく分けられる。
外洋表層性の海水魚は水深200mまでの外洋域で生活するものを指し、その多くが広範で世界的な分布域をもつが、比較的沿岸寄りに暮らす種類は限局的な分布を示す場合もある。他のグループに比べ種類は少なく、ニシン目・ダツ目およびスズキ目のアジ科・サバ科など360種程度が知られているに過ぎない。
深海漂泳魚および底生魚はいわゆる深海魚と総称されるグループで、いずれも水深200ｍ以深の深海に分布する。海底から離れた中層を主な生息域とするものを漂泳魚と呼び、海底付近で生活するものが底生魚として扱われる。合わせて約3,200種が知られており、漂泳魚は広範な分布を示す一方、底生魚の分布範囲は海底地形によってしばしば隔絶されている。
沿岸性海水魚は大陸や島嶼の沿岸と、水深200mまでの大陸棚に暮らす魚類が含まれる。サンゴ礁や藻場を中心に著しい多様性を示すグループであり、海水魚全体の7割以上にあたる約12,600種がこの区分に該当する。沿岸域にはスズキ目・カサゴ目の仲間が特に多く、大陸棚にかけての海底にはカレイ目・タラ目など水産上重要な分類群が分布している。

### 世界
隔絶した環境になりやすい淡水域とは異なり、海はひとつながりの水圏を構成している。しかし、水温や水圧、塩分濃度などの化学的・物理学的性質によって実際にはいくつかの水塊に分割され、海水魚の分布様式にも影響を与えている。餌生物の供給量も重要な要素で、生産性の高い沿岸帯には種類の豊富な魚類相が形成される一方、栄養供給の少ない外洋における魚種は乏しく、特定の種による大きな群れが作られる傾向がある。
沿岸性海水魚の分布範囲は、インド太平洋・西部大西洋・東部太平洋・東部大西洋の4領域に大きく分けることができる。このほか、地中海と極圏の海を別個の区分として加える場合もある。

#### インド太平洋
| モルディブの海。インド太平洋は海水魚が最も繁栄する海となっており、およそ3,000種類の沿岸魚が分布する |  | カリブ海。広大なサンゴ礁を擁するこの海は、西部大西洋において海水魚の多様性が最も顕著な領域である |
| モルディブの海。インド太平洋は海水魚が最も繁栄する海となっており、およそ3,000種類の沿岸魚が分布する |  | カリブ海。広大なサンゴ礁を擁するこの海は、西部大西洋において海水魚の多様性が最も顕著な領域である |

インド太平洋は南アフリカと紅海を西端とし、インドネシア・オーストラリアを経て東はハワイ諸島ならびにイースター島に至る広大な海域で、古代のテチス海をその起源としている。およそ3,000種の沿岸魚が生息し、キス科・アイゴ科（スズキ目）はインド太平洋に特産である。
魚種の豊富さはフィリピン諸島付近で極大となり、マレー半島・スマトラ島近海で第2のピークを示す一方、太平洋プレートの境界を東に超えると多様性は激減する。例として、サワラ属（サバ科）18種のうち10種がインド太平洋に分布するが、太平洋プレート上にこれらの種は生息していない。

#### 西部大西洋
西部大西洋は南北アメリカ大陸の東岸からメキシコ湾・カリブ海を含み、アセンション島・セントヘレナ島に至る海域である。西インド諸島のサンゴ礁が多様な海洋生物を育み、海水魚は約1,200種が知られている。アマゾン川から流入する大量の淡水によって、沿岸のサンゴ礁魚類の分布は南北に分断されている。

#### 東部太平洋
東部太平洋の魚類相は、西部太平洋と比べ貧弱である。アメリカ大陸との間に横たわる広大な外洋が障壁となり、西部太平洋の島嶼に分布する沿岸魚の86%はこの壁を超えることができていない。300万年前にパナマ地峡が閉じられるまで大西洋と互いに交流していたため、東部太平洋に分布する沿岸魚はむしろ西部大西洋と共通するものが多い。同じグループの魚類が分断後に別個の進化を遂げた例も知られ、ガマアンコウ科（ガマアンコウ目）のイサリビガマアンコウ亜科・フチガマアンコウ亜科は、それぞれ東部太平洋・西部大西洋に特化した一群である。現在のパナマ運河は淡水のガトゥン湖を経由するため、後述のスエズ運河とは異なり海水魚の連絡通路としては機能していない。

#### 東部大西洋
東部大西洋の沿岸性魚類は約500種で、東部太平洋よりもさらに少なく、熱帯性魚類の分布はギニア湾周辺のごく狭い海域に限られる。この地域で多様性を示すグループは、タイ科など数科にとどまる。サンゴ礁も非常に少なく、コンゴ川・ニジェール川・ヴォルタ川など複数の大河川から淡水が流入することが一因と考えられている。

#### 地中海
| コチ科の1種（Papilloculiceps longiceps）。本来は紅海とインド洋に生息する底生魚だが、スエズ運河を介して地中海に分布を広げている |  | ノトテニア科の1種（Trematomus bernacchii）。ノトテニア亜目は低水温への適応が著しいグループで、50種余りが所属する本科魚類のほぼすべてが南極海とその周辺に固有である |
| コチ科の1種（Papilloculiceps longiceps）。本来は紅海とインド洋に生息する底生魚だが、スエズ運河を介して地中海に分布を広げている |  | ノトテニア科の1種（Trematomus bernacchii）。ノトテニア亜目は低水温への適応が著しいグループで、50種余りが所属する本科魚類のほぼすべてが南極海とその周辺に固有である |

地中海における沿岸魚の分布は東部大西洋と類似し、およそ540種が知られている。600万年前に起きたメッシニアン塩分危機（Messinian salinity crisis）における大旱魃により、地中海の海水魚はほぼ全滅した。530万年前には再び大西洋と連絡したが、ジブラルタル海峡の低水温が熱帯性魚類の流入を阻害したものと考えられている。
1869年に開通したスエズ運河は、塩分濃度の高いグレートビター湖によって海水魚の移入を防いでいた。しかし同湖の塩分濃度は運河の運用に伴って次第に低下し、1931年には16種、2006年には68種の海水魚が紅海から地中海に流入していることが確認されている。この移入はレセップス移動（Lessepsian migration）と呼ばれ、基本的には紅海から地中海への一方通行となっている。紅海の生物環境は飽和状態で新規参入の余地が少ないこと、広範囲な環境に適応できる魚種が紅海の方に多いことがその理由として挙げられている。

#### 極圏
極圏の海は水温が氷点下に達することさえある過酷な環境であるが、北極海および南極海の沿岸・大陸棚にはそれぞれ289種、252種の海水魚が分布している。合計72科214属のうち、北極海・南極海の両方に分布するのは10科12属に過ぎず、魚類相の姿は互いに異なっている。
北極圏とその周辺を含む北緯60度以北に分布する海水魚（96科416種）のうち、ゲンゲ科・カジカ科・サケ科・タラ目・カレイ目・軟骨魚類の6グループがおよそ6割を占める。これらの仲間の多くは北太平洋・北大西洋にまたがる分布域をもつのに対し、南極海周辺の海水魚は地域性が強いものが多い。実際に、南極近海に分布する13科174種のうち、88%は南極海固有である。スズキ目ノトテニア亜目は南極の魚類の代表的存在であり、南極海における種数の55%、個体数では90%を同亜目の魚類が占めている。

### 日本
南北に細長い日本列島周辺の海底地形は極めて複雑で、多様な生息環境を数多くの亜寒帯性・温帯性・亜熱帯性海水魚に提供している。また、太平洋岸の沖合でぶつかり合う二つの海流（親潮と黒潮）は、外洋から多数の回遊魚を迎え入れるとともに、寒帯および熱帯域に住む海水魚の流入をもたらしている。日本産の海水魚は3,500種を超えるとみられており、新たな種の報告も年々増加している。一方、日本産淡水魚は200種前後が知られ、海産種と比較して著しく少ない。南日本に分布する海水魚の多くは、生物地理学的にインド太平洋系の影響を受けている。

## 利用

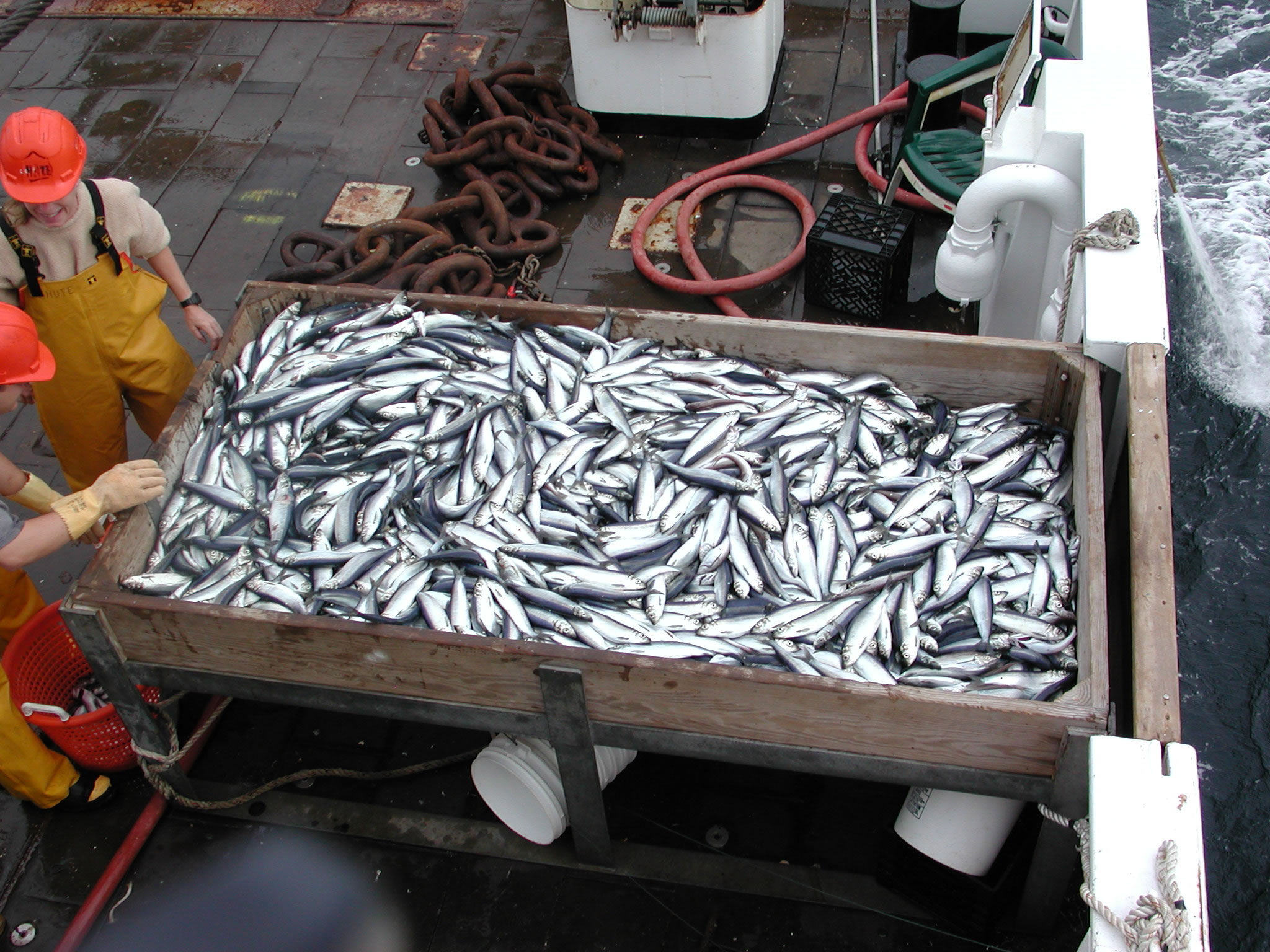
水揚げされるニシンの仲間。海水魚は世界で年間6千万トン以上が漁獲され、重要な水産資源となっている

世界の多くの地域で、海水魚は重要な水産資源として利用される。国際連合食糧農業機関（FAO）の統計によれば、世界の魚類総生産量およそ1億トン（2006年）のうち、3分の2以上に当たる約6800万トンが海水魚である。特に南北アメリカ・ヨーロッパ・オセアニアの各地域では生産量の大半を海水魚が占め、淡水漁業の10倍以上の規模をもつ。アジア・アフリカ地域でも海水魚の漁獲量は淡水魚のそれを上回るが、両地域では大河や大きな湖沼の辺縁で伝統的に淡水漁業が盛んで、近年は内水面養殖業が著しく発達していることもあり、その差は欧米ほど大きくない。
日本の魚類生産は圧倒的に海水魚に依存しており、2006年の魚類総生産量377万トンのうち、実に92%に当たる345万トンが海水魚で、淡水魚は8千トン余りに過ぎない。この傾向は1950年代以降一貫して続いている。同じアジア地域でも国によって傾向はさまざまで、韓国やフィリピンでは日本と同様に海水魚の生産量が淡水産種を大きく上回る一方、中国やインドでは2000年代以降淡水魚の漁獲の方が多くなっている。

## 進化
魚類の進化の歴史の中で、海水への適応は決して一方通行のものではない。カンブリア紀以降、魚類が多様な種分化を遂げる過程で、淡水から海水へ、あるいは逆に海水から淡水への進出・適応が何度も繰り返されてきた。現在海水または淡水に限定して分布する種類も、遠い将来には再び異なる環境に適応し得る可能性をもつと考えられている。
ヌタウナギ類は現生の脊椎動物として最も原始的なグループで、その祖先（最初の脊椎動物）は海で進化を遂げたと推測されている。やや遅れて出現したヤツメウナギ類は淡水に進出し、現生種は一般的な硬骨魚類と類似した浸透圧調節機構を獲得している。古生代デボン紀に淡水域で分化した軟骨魚類は、やがて独自の尿素代謝機構を身につけて海水への適応を果たした。その多くはサメ・エイ類として海洋で繁栄した一方、一部の種類は再び淡水での生活に戻っている（いわゆる淡水エイ）。
初期の硬骨魚類は淡水域で進化し、デボン紀には肉鰭類と条鰭類に分かれた。前者のうちシーラカンス類は、軟骨魚類と同様の尿素による浸透圧調節機構を得て海水に進出している。肉鰭類は多くの四肢動物の祖先と考えられており、尿素を利用した浸透圧調節や水分保持のメカニズムは、その後に出現した多くの陸上脊椎動物にも引き継がれている。
チョウザメなど初期の条鰭類は淡水で進化したが、遅れて出現した真骨類は塩類細胞と呼ばれる特殊な細胞を分化させることによって海水環境に適応し、中生代ジュラ紀には海に進出している。真骨類は白亜紀以降、海水域で急激な種分化を遂げ、現代の水圏で最も繁栄した魚類となっている。

## 海水への適応

魚類の主な腹腔内臓器。このうち消化管・腎臓・鰓は、海水環境への適応において特に重要な役割を果たす。1 肝臓、2 胃、3 腸管、4 心臓、5 浮き袋、6 腎臓、7 精巣、8 尿管、9 精巣輸出管、10 膀胱、11 鰓

海水には塩化ナトリウムなどの無機塩類がさまざまな濃度で溶け込んでおり、その浸透圧は1,000mOsm（ミリオスモル）に達し、淡水（0.1-1mOsm）よりもはるかに高い。この高浸透圧環境に対し、海水魚は大きく分けて3種類の方法で適応している。すなわち、ヌタウナギなどにみられる浸透圧順応型、軟骨魚類・肉鰭類による尿素を利用した浸透圧調節、そして真骨類における塩類細胞を用いたイオン排出機構である。
塩水に対する魚類の適応範囲はさまざまで、幅広い塩分濃度に対応できる魚類を広塩性魚（euryhaline fishes）、特定の塩濃度環境下でないと生きられないものを狭塩性魚（stenohaline fishes）と呼ぶ。ウナギ・サケのような回遊魚は広塩性魚の代表であり、河口域など塩分濃度の変化が大きい海域に住む海水魚にも広塩性を示すものが多い。狭塩性の海水魚としては、マグロなど外洋性の魚類が多く該当する。一部の広塩性魚は塩分を薄めた水に徐々に慣らすことで、淡水魚と同じ水槽で飼育することも可能である。
広塩性生物の例として、魚類では、マハゼ、ウグイ、スズキ、ウナギ、クロダイ、そのほかの動物では、ゴカイ、マガキ、モクズガニなどがあげられる。

### ヌタウナギ綱
最も原始的な海水魚であるヌタウナギ類の体液の浸透圧濃度は、海水とほぼ等しくなっている。ナトリウムイオンや塩化物イオンといった一価イオンの濃度が海水とほとんど変わらないためで、より原始的な多くの海産無脊椎動物と共通する特徴である。細胞外液のナトリウムイオンが上昇すると過分極が引き起こされ、細胞活動の障害を来す恐れがあるが、ヌタウナギ類がこれをどのように防いでいるかは不明である。

### 軟骨魚綱・肉鰭綱

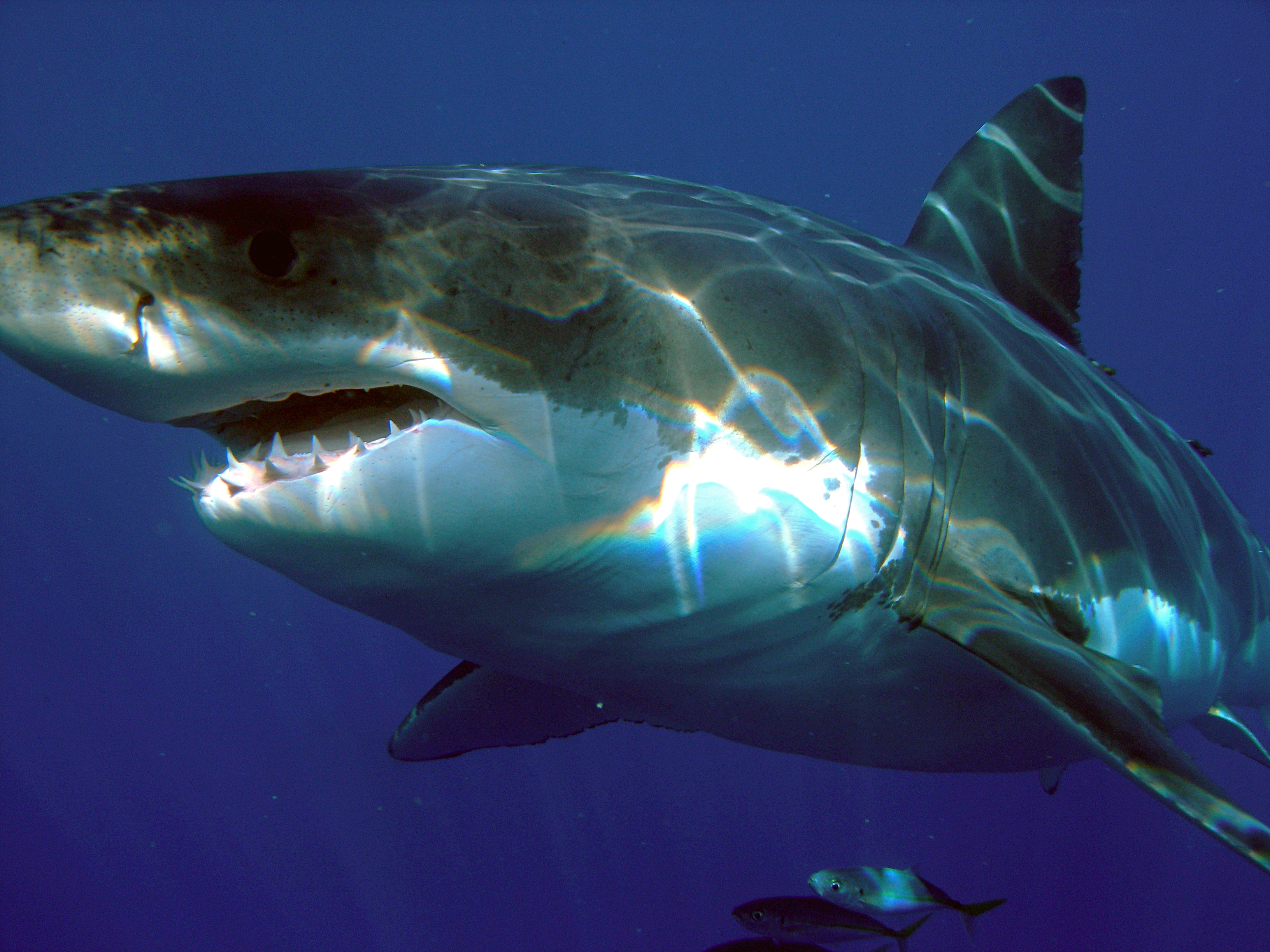
ホホジロザメ（Carcharodon carcharias）。尿素を利用する浸透圧調節機構を身に付け、硬骨魚類に先駆けて海水に進出した軟骨魚類は、現代の海洋生態系において食物連鎖の上位に位置する存在となっている

軟骨魚類（サメ・エイ・ギンザメの仲間）と肉鰭類はヌタウナギ類とは異なり、体液の一価イオン濃度は海水の半分程度に抑えられている。彼らは窒素代謝物（尿素とメチルアミン類）を体内に蓄積することで、体液の浸透圧を海水とほぼ同じかわずかに高いレベルに保ち、生理的脱水を防いでいる。尿素は主に肝臓で合成され、排出の大部分は鰓で行われる。
尿素保持の機構
軟骨魚類の体液の浸透圧は海水よりもやや高めに維持されるため脱水の危険はないが、逆に鰓や体表を通じて、水分が海水から常時流入する。このため、軟骨魚類は淡水魚ほどではないが、他の海水魚と比べて多量の尿を出す。軟骨魚類にとって腎臓は、尿中への尿素の流出を抑え、体内の浸透圧を保持するための重要な器官であり、その構造は非常に複雑となっている。彼らの尿細管は哺乳類よりも多い4度のループ構造を通じて低尿素環境を作り出し、集合管の手前で尿素を再吸収する。
直腸腺
海水とともに流入する過剰な塩類を体外に排出するために、軟骨魚類は直腸腺（rectal gland）と呼ばれる器官をもつ。条鰭類で発達している塩類細胞（後述）は軟骨魚類の鰓にも存在するが、塩分排出の機能はほとんど担っていない。直腸腺は鳥類・爬虫類の塩類腺と似た器官で、塩分のみを排泄することに特化している。

### 条鰭綱・頭甲綱
条鰭綱（現生の硬骨魚類の大部分）および頭甲綱（ヤツメウナギの仲間）に属する魚類では、体液の一価イオン濃度は海水の3分の1程度に抑えられ、浸透圧濃度も同様に低いままである（約300mOsm）。このため、粘膜や鰓を通じて水分が海水中に漏出し、脱水に陥る危険を常に抱えることになる。
条鰭綱の海水魚は多量の海水を飲むことで、失われる水分の補給を行っている。海水と同時に取り込まれる塩化ナトリウムなどの余分な塩類は、濃縮した上で鰓および腎臓を通じて体外に排出することで、体内の浸透圧を一定に保っている。飲み込んだ海水中に含まれる塩類は消化管から吸収され、ナトリウムイオン・塩化物イオンなど一価イオンは鰓から、マグネシウムイオンなど二価イオンは主に腎臓から尿として排出される。これら条鰭類の浸透圧調節には、間腎（副腎に相当する器官）から分泌されるコルチゾールなどのホルモンが重要な役割を果たしている。

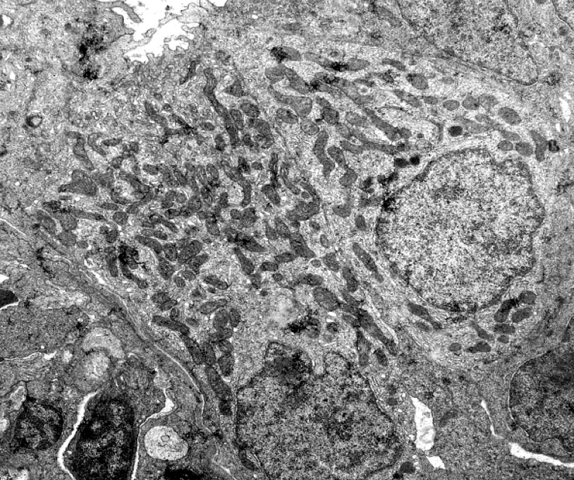
塩類細胞の電子顕微鏡写真。多数のミトコンドリアをもつことから、mitochondria-rich cellとも呼ばれる

鰓からの排出
消化管から吸収された一価イオンの排出は、主に鰓に存在する塩類細胞（chloride cell）によって行われる。塩類細胞は淡水魚にも存在するが、海水魚のそれとは形態および機能がともに異なる。海水魚の塩類細胞は鰓の一次鰓弁に並び、大型であるのに対し、淡水魚では比較的小さく、二次鰓弁にも多く存在する。サケなどの回遊魚では、塩類細胞は海水型・淡水型の両方に、相互に移行することが可能となっている。
塩類細胞の基底側（血管側）の細胞膜には多くの管状のくぼみが存在し、細胞の表面積を著しく拡大させている。この部分には多数の膜輸送体（特にNa+/K+-ATPアーゼ）が配置され、血管からの塩類の取り込みが活発に行われる。細胞の頭頂側は海水に面し、塩化物イオンの排出の場となっている。塩類細胞の周囲にはアクセサリー細胞と呼ばれる特殊な細胞が並び、ナトリウムイオンはこれら2種の細胞の間隙から排出される。
腎臓からの排出
多くの脊椎動物にとって、腎臓は尿の生成と排出、イオン類の再吸収を司る重要な器官であるが、水分が常に漏出する環境にある条鰭類の海水魚は、大量の尿を出す淡水魚とは対照的にごく少量の尿しか排泄しない。海水魚の腎臓の主たる役目は、微量な尿を通じて二価イオンを排出することで、糸球体や遠位尿細管の役割は相対的に低く、これらの小器官を欠く魚類もいる。
淡水魚は尿素を多量の尿とともに排泄するが、条鰭類では尿素は水分とともに近位尿細管で再吸収され、鰓の塩類細胞を通じて排出される。尿素を残したままでは尿の浸透圧が高まり、水分再吸収の効率が低下するためと推測されている。

### 発生過程
海水魚の多くは体外受精による繁殖を行い、産み出された卵は海中で胚発生する。このため、海水魚は上述のような浸透圧調節器官の形成が完了するまで、すなわち卵や仔魚の時点で海水への適応能力をもたなければならないことになる。
海水魚の精子が海水中に放出されると、高い浸透圧に刺激を受けた精子の内部でカルシウムイオン濃度の上昇が起こり、精子の運動が活発化する。淡水魚の場合では逆で、低浸透圧が精子の運動の引き金になる。
受精直後から発生の最初期において、海水中の塩類からどのように保護されているか、そのメカニズムははっきりわかっていない。ある程度卵割が進んだ段階では、卵黄嚢の表面に塩類細胞が出現することから、器官形成が完了するまでの浸透圧調節に関わっているとみられている。